# Henry Silva
Henry Silva (Brooklyn, New York City, 1926. szeptember 23. – Los Angeles, Kalifornia, 2022. szeptember 14.)) Puerto Ricó-i származású amerikai színész. Markáns, szikár arcvonásai, rezzenéstelen, vészjósló tekintete révén bűnügyi és akciófilmekben gyakran alakított gonosztevőket, erőszakos, negatív szereplőket; nemzetközi produkciókban hitelesen játszott el indián, mexikói, délkelet-ázsiai etnikumú karaktereket is.

## Élete

### Színészi pályája
Tizenhárom éves korában otthagyta az iskolát, hogy színészmesterséget tanuljon. Alkalmi fellépésekkel kezdte, tehetségét az 1950-es évek elején fedezték fel. Első komolyabb színpadi szerepeit a New York-i Broadway színházban játszotta el. Ugyanebben az időben kapta első apró filmes mellékszerepeit is. Neves sztárok oldalán szerepelt, tőlük leste el a színművészeti tudást, például Marlon Brandótól, Frank Sinatrától, Janet Leigh-től és Gregory Pecktől.
1963-ban kapta meg William Asher rendező Johnny Cool című hollywwodi bűnügyi filmdrámájának címszerepét, egy jéghideg bérgyilkos karaktert alakított alakított meggyőzően és sikerrel. Ezután Olaszországból kapott kedvező szerepajánlatokat. Az 1960-as évek végén családostul Itáliába költözött. Itt nagyszámú európai (főleg olasz, spanyol és francia) bűnügyi és kalandfilmben szerepelt. Szinte minden szerepében lelketlen, kegyetlen, profi gazembereket alakított, hullákon át gázoló céltudatos gyilkosokat, erőszakos bűnözőket, korrupt rendőröket.
Az 1970-es évek végén visszatért az Egyesült Államokba, itt színesítette repertoárját. Az 1979-es Rogers százados a 25. században című science-fiction kalandfilmben (és a hasonló című Buck Rogers-sorozatban) Kane-t, a főgonoszt játszotta. Az 1980-as Aligátor című horrorfilmben Brock ezredest, a nagy vadászt. 
Az 1980-as évektől az 1990-es évek végéig túlnyomórészt kevésbé ismert, kis költségvetésű amerikai és olasz filmekben szerepelt. Ebből az időszakból jelentős filmjei közé sorolandó Andrew Davis két rendezése, az 1985-ös A csend kódja és az 1988-as Nico. Silva az elsőben Chuck Norrisnak, az utóbbiban Steven Seagalnak az ellenlábasát alakította. Szerepelt még a Dick Tracy c. akció-vígjátékban, és hangját kölcsönözte a Batman animációs filmekben a Bane nevű gazfickónak.
Utolsó komolyabb filmszerepét, Ray Vargót Jim Jarmusch rendező 1999-es Szellemkutya c. filmjében alakította. Volt még egy kis kámea-szerepe Steven Soderbergh 2001-es Ocean’s Eleven – Tripla vagy semmi című bűnügyi filmjében, amelynek 1960-as eredetijében, A dicső tizenegy-ben Silva már szintén szerepelt.
Színészi pályája során mintegy 140 mozifilmben és tévés produkcióban jelent meg. Silva az angolon kívül kitűnően beszélt spanyolul és olaszul is, többször alakított spanyol és mexikói karaktereket. Számos olasz kalandfilmben, spagetti-westernben is szerepelt.

### Magánélete
Háromszor nősült. Első feleségével, Mary Ramusszal 1949 februárjától élt házasságban, 1955-ben elváltak. Második házasságát 1959. március 16-án kötötte Cindy Conroy-jal, akitől később szintén elvált. Harmadik felesége Ruth Earl amerikai énekes-színésznő volt, Jane Earl ikernővére, az Earl Twins páros egyik tagja, akivel Silva 1966. szeptemberében kötött házasságot. A Los Angeles-i San Fernando-völgyben laktak, két közös gyermekük született, Michael Henry Silva (1969) és Scott Stevens Silva (1976). 1987 decemberében elváltak.
Henry Silva 2022. szeptember 14-én hunyt el a Los Angeleshez tartozó Woodland Hillsben, az idős színészek otthonában, kilenc nappal 96. születésnapja előtt.

## Főbb filmszerepei
- 1950: Armstrong Circle Theatre, tévésorozat; névtelen szerep
- 1950: Lights Out, tévésorozat; névtelen szerep
- 1952: Viva Zapata!; Hernandez
- 1956: Alfred Hitchcock bemutatja (Alfred Hitchcock Presents); tévésorozat; Harry Silver
- 1956: West Point, tévésorozat; Joe Simpson kadét
- 1957: Foglyok (The Tall T); Chink
- 1958: A törvény és Jake Wade (The Law and Jake Wade); Rennie
- 1958: Hajtóvadászat (The Bravados); Leandro Lujan
- 1958: Ride a Crooked Trail; Sam Teeler
- 1958: Zöld paloták (Green Mansions); Kua-Ko
- 1960: A dicső tizenegy (Ocean’s Eleven); Roger Corneal
- 1960: Hamupipő (Cinderfella); Maximilian
- 1961: „Thriller”, tévé-minisorozat; Toby Wolfe
- 1960–1962: The Untouchables; tévésorozat; Little Charlie Sebastino / Joker
- 1962: A mandzsúriai jelölt (The Manchurian Candidate); Chunjin
- 1963: Dr. Kildare; Ed Carson
- 1963: Sasok gyülekezete (A Gathering of Eagles); Joe Garcia ezredes
- 1963: Johnny Cool; Johnny Cool / Salvatore Giordano
- 1964: Titkos küldetés (The Secret Invasion); John Durrell bérgyilkos
- 1965: Voyage to the Bottom of the Sea; tévésorozat; Tau tábornok
- 1962–1965: Wagon Train, tévésorozat; Doc Holliday / John Turnbull / Ram Singh
- 1965: Je vous salue, mafia!; Schaft
- 1965: The Return of Mr. Moto; címszerep (Mr. Moto)
- 1966: Buffalo Bill visszatér (The Plainsman); Crazy Knife
- 1966: Sziklák vére (Un fiume di dollari); Garcia Mendez
- 1966: Tarzan, tévésorozat; Ivor Merrick
- 1967: Páratlan (Matchless); Hank Norris
- 1968: I Spy; tévésorozat; Dr. Akivic
- 1969: Mission: Impossible; tévésorozat; Norvan Kruger
- 1969: Hawaii Five-O; tévésorozat; Elpidio Acuna
- 1970: The Animals; Chatto
- 1971: Bearcats!, tévésorozat; Zavala
- 1972: La mala ordina; David Catania
- 1973: Nehézfiúk (Les hommes); Everett
- 1973: San Francisco utcáin (The Streets of San Francisco); tévésorozat; Lee Wilson
- 1967–1974: The F.B.I., tévésorozat; Richard Macklin / Stan Chasen
- 1975: Fehér Agyar – A mentőakció (Zanna Bianca alla riscossa); Mr. Nelson
- 1978: Quark, tévésorozat; a Fő Gorgó
- 1979: Szerelem és golyók (Love and Bullets); Vittorio Farroni
- 1979: Rogers százados a 25. században (Buck Rogers in the 25th Century); Kane
- 1979: Buck Rogers in the 25th Century, tévésorozat; Kane
- 1980: Aligátor (Alligator); Brock ezredes
- 1981: Bukott zsaru (Sharky’s Machine); Billy Score
- 1982: Gyilkos optika (Wrong Is Right); Rafeeq
- 1983: A kívülálló (Le marginal); Sauveur Meccacci
- 1984: Ágyúgolyófutam 2. (Cannonball Run II); Slim
- 1984: Eszelős vadnyugat (Lust in the Dust); Bernardo
- 1984: Cane arrabbiato; börtönigazgató
- 1985: A csend kódja (Code of Silence); Luis Comacho
- 1985: Killer contro killers (Killer vs Killers); Sterling
- 1986: Az elveszett aranyváros fosztogatói (Allan Quatermain and the Lost City of Gold); Agon
- 1987: Golyófogó (Bulletproof); Kartiff ezredes
- 1987: Amazonok a Holdon (Amazon Women on the Moon), önmaga („Bullshit or Not” c. rész)
- 1988: Nico (Above the Law), Zagon
- 1989: Fists of Steel; Shogi
- 1989: Gyilkosságra kiképezve (Trained to Kill); Ace Duran
- 1989: La via della droga; Wesson százados
- 1989: Cyborg – Il guerriero d′acciaio (Cy Warrior); Hammer
- 1990: Dick Tracy; Mr. Influence
- 1992: Gyilkos határidő (Three Days to a Kill); Perez
- 1993: Éjféli hívás (South Beach); Santiago
- 1993: The Harvest; Topo nyomozó
- 1994: A báránysültek hallgatnak (Il silenzio dei prosciutti); rendőrfőnök
- 1994: Az éjszaka megszállottja (Possessed by the Night); Scott Lindsey
- 1994: Batman: A rajzfilmsorozat (Batman: The Animated Series); animációs tévésorozat; Bane hangja
- 1995: Veszélyek iskolája (Drifting School); Stearn tábornok
- 1996: Fegyvermánia (Mad Dog Time); Sleepy Joe Carlisle
- 1996: The Prince; Marshall Stern
- 1997: Az erőszak vége (The End of Violence), Juan Emilio
- 1998: Buddy Faro, televíziós sorozat; Roland Lastarza
- 1999: Unconditional Love; Ted Markham
- 1999: A bosszú törvénye (Justice); tévéfilm; Sal The Joker
- 1999: Szellemkutya (Ghost Dog: The Way of the Samurai); Ray Vargo

## További információ
- Henry Silva a PORT.hu-n (magyarul)
- Henry Silva az Internetes Szinkronadatbázisban (magyarul)
- Henry Silva az Internet Movie Database-ben (angolul)
- Henry Silva a Rotten Tomatoeson (angolul)
- Henry Silva. Filmkatalógus.hu (magyarul)
- Henry Silva az AlloCiné weboldalán (franciául)
- Henry Silva Profile (angol nyelven). famousfix.com. (Hozzáférés: 2023. április 10.)